# Hatraj
Hatraj (nep. हटैराज) – gaun wikas samiti w zachodniej części Nepalu w strefie Mahakali w dystrykcie Baitadi. Według nepalskiego spisu powszechnego z 2011 roku liczył on 197 gospodarstw domowych i 1065 mieszkańców (594 kobiety i 471 mężczyzn).